# GraphQL
GraphQL é uma linguagem de consulta  criada pelo Facebook em 2012 e lançada publicamente em 2015. É considerada uma alternativa para arquiteturas REST, além de oferecer um serviço runtime para rodar comandos e consumir uma API.
Em 7 de novembro de 2018, o projeto GraphQL foi movido do Facebook para a recém-criada GraphQL Foundation, hospedada pela Linux Foundation, sem fins lucrativos. Desde 2012, a ascensão do GraphQL seguiu de perto o cronograma de adoção estabelecido por Lee Byron, criador do GraphQL.
O GraphQL fornece uma abordagem para o desenvolvimento de APIs da Web e foi comparado e contrastado com REST e outras arquiteturas de serviços da web. Ele permite que os clientes definam a estrutura dos dados necessários, e a mesma estrutura dos dados é retornada do servidor, evitando assim que um excesso de dados seja retornado, com implicações na eficácia do armazenamento em cache da Web dos resultados da consulta. A flexibilidade e a riqueza da linguagem de consulta também adicionam complexidade que pode não valer a pena para APIs simples.

O GraphQL consiste em um sistema de tipos, linguagem de consulta e semântica de execução, validação estática e introspecção de tipos . Ele suporta leitura, gravação (mutação) e assinatura de alterações nos dados (atualizações em tempo real – mais comumente implementadas usando WebSockets ). Os servidores GraphQL estão disponíveis para várias linguagens de programação, incluindo Haskell, JavaScript, Perl, Python, Ruby, Java, C++, C#, Scala, Go, Rust, Elixir, Erlang, PHP, R, D e Clojure. O resultado de uma única consulta é retornado no formato JSON .
Em 9 de fevereiro de 2018, o GraphQL Schema Definition Language (SDL) tornou-se parte da especificação.

## Exemplo
Solicitação POST :
```
{
    orders {
        id
        productsList {
            product {
                name
                price
            }
            quantity
        }
        totalAmount
    }
}

```

Resposta:
```
{

    
"data"
:
 
{

        
"orders"
:
 
[

            
{

                
"id"
:
 
1
,

                
"productsList"
:
 
[

                    
{

                        
"product"
:
 
{

                            
"name"
:
 
"orange"
,

                            
"price"
:
 
1.5

                        
},

                        
"quantity"
:
 
100

                    
}

                
],

                
"totalAmount"
:
 
150

            
}

        
]

    
}

}

```

## Ligções externas
- «Sítio oficial»
- Exemplo em JavaScript

- GraphQL: The Documentary no YouTube, em inglês